# Saint-Hymer
Saint-Hymer é uma comuna francesa na região administrativa da Normandia, no departamento Calvados. Estende-se por uma área de 12,38 km². Em 2010 a comuna tinha 685 habitantes (densidade: 55,3 hab./km²).